# Vincent Nellaiparambil
Vincent Nellaiparambil (ur. 30 maja 1971 w Arippalam) – indyjski duchowny syromalabarski, biskup Bijnor od 2019.

## Życiorys

### Prezbiterat
Święcenia kapłańskie otrzymał 8 kwietnia 1999 i został inkardynowany do eparchii Bijnor. Był m.in. rektorem niższego seminarium, koordynatorem formacji w eparchii, wykładowcą seminarium regionalnego w Allahabadzie oraz przełożonym ośrodka misyjnego w Chiniyalisaur.

### Episkopat
30 sierpnia 2019 papież Franciszek zatwierdził jego nominację na biskupa eparchii Bijnor. Sakry udzielił mu 1 listopada 2019 kardynał George Alencherry.